# لس بورخس دل کمپ
لس بورخس دل کمپ (به اسپانیایی: Borjas del Campo) یک منطقهٔ مسکونی در اسپانیا است که در بایش کمپ واقع شده‌است. لس بورخس دل کمپ ۸٫۲ کیلومتر مربع مساحت دارد ۲۳۸ متر بالاتر از سطح دریا واقع شده‌است.